# معاداة حماية البيئة

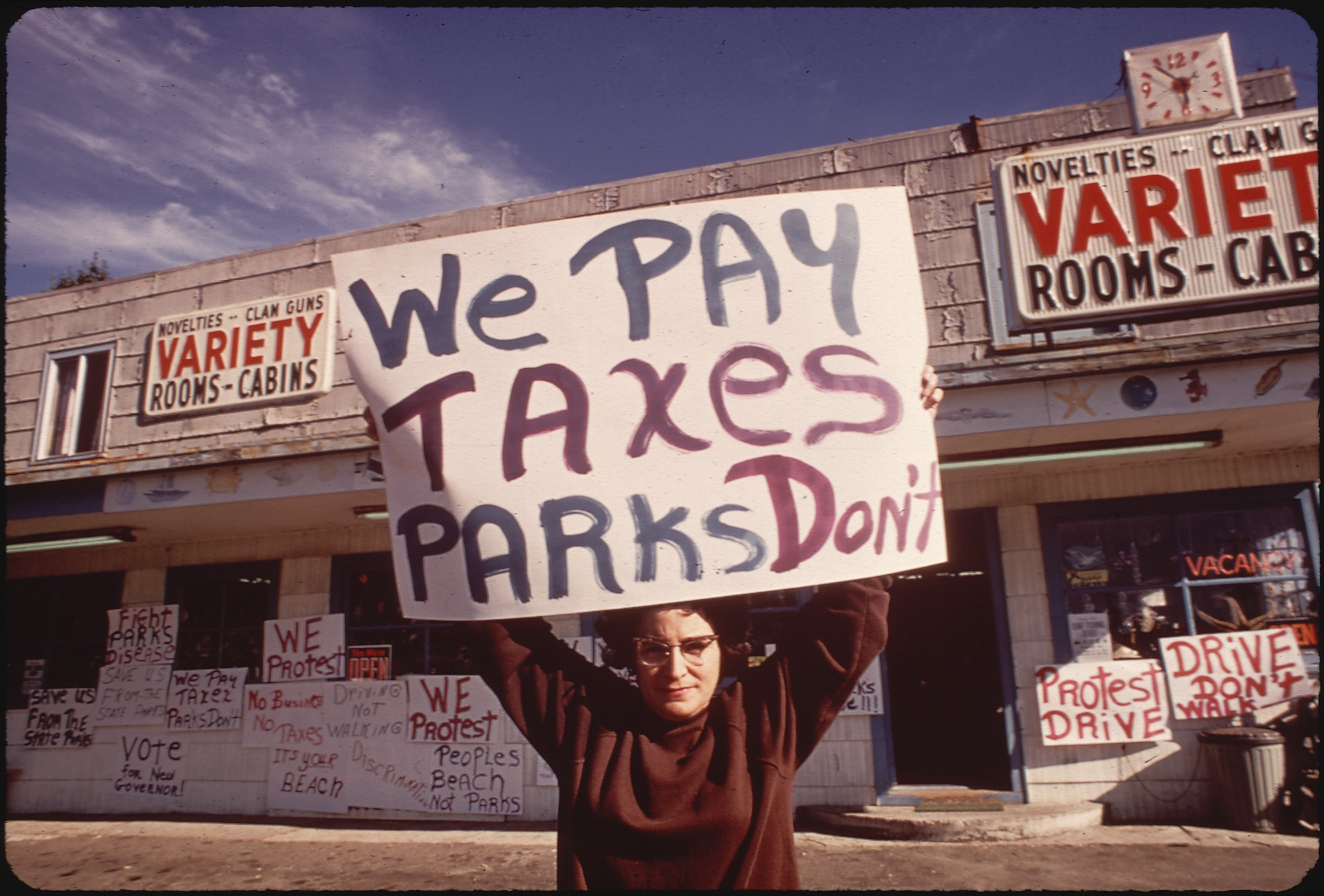
دورثي ثيرولف: معركة لإعادة فتح الشاطئ أمام حركة المرور ودعم الوصول إلى الأماكن العامة

تعارض حركة معاداة حماية البيئة العمل الهادف إلى الحد من آثار التغير المناخي و/أو الاحتباس الحراري. يسعى معادو حماية البيئة إلى إقناع العامة بأن السياسات البيئية تؤثر عليهم سلبًا وذلك عبر النقاشات العامة. سعت جماعات مختلفة في المجتمع إلى معارضة أهداف الإيديولوجيات والحركات البيئية، وإعادة توجيه مخاوف الناس البيئية وتقليلها، ومهاجمة دعاة حماية البيئة اليساريين، وإقناع السياسيين بعدم زيادة القوانين البيئية. قد يجادل بعض معادي حماية البيئة بأن حركات حماية البيئة متطرفة و«معادية للإنسان» إذ يهتم دعاة حماية البيئة بتغير المناخ ويرون أن على البشر الحد من تأثيراتهم على الأرض، أو إيقافها بالكامل.
يدعي بعض معادي حماية البيئة أن الأرض ليست هشة بالقدر الذي يصفه البيئيون، حافظت الأرض على نفسها قبل البشر مدةً طويلةً، وستحافظ على نفسها بعد رحيلهم. يقدم معادو حماية البيئة حجة أخرى وهي أن معاداة حماية البيئة مفيدة للاقتصاد، وخاصةً في خلق فرص العمل. تشمل المجموعات المعادية للبيئة منتجي النفط وشركات التعدين.
معاداة حماية البيئة موضوع استقطابي، لذا نتج عنها مجموعة من النزاعات في جميع أنحاء أمريكا الشمالية، ومن هذه النزاعات ما حدث بشأن مد خط أنابيب داكوتا في ستاندينغ روك في داكوتا الشمالية، ونفط ألبرتا الرملي. أثار خط أنابيب داكوتا، وهو خط أنابيب للنفط الخام يمر بأربع ولايات وينقل 470 ألف برميل من النفط يوميًا من داكوتا الشمالية إلى إلينوي، رد فعل عنيفًا من دعاة حماية البيئة، بالإضافة إلى مجتمعات السكان الأصليين المقيمين في داكوتا الجنوبية، وخاصة قبيلة سيوكس في ستاندينغ روك. كانت هذه المجموعات قلقة بشأن أخلاقية مد خط الأنابيب والملوثات التي سيطلقها في إمدادات المياه الخاصة بسكان داكوتا الجنوبية. وكانت لدعاة حماية البيئة اعتراضات مماثلة فيما يتعلق بنفط ألبرتا الرملي. جادل معادو حماية البيئة أن الفوائد الاقتصادية التي ستنجم عن كلا المشروعين تفوق الآثار السلبية على البيئة والناس الذين يعيشون في هذه المناطق.
ينتقد آن وبول إيرليخ الحركات المعادية للعلم في كتابهما «خيانة العلم والعقل» باعتبارها معادية للبيئة. كثيرًا ما يُنظر إلى السياسات البيئية بأنها سبب لزيادة الضرائب. تعتقد الجماعات المعادية لحماية البيئة أن دعاة حماية البيئة يتجاهلون الموجودات البيئية «الجيدة»، وأن القضايا الأخرى كالنمو السكاني وانقراض الأنواع ليست حقيقية، وأن الموارد الطبيعية وفيرة، وأن الاحتباس الحراري العالمي لا يشكل تهديدًا، وأن قوانين التنظيم البيئي تعيق الاقتصاد. انتُقدت أيضًا حركة وايز يوس (الاستخدام الحكيم) لكونها معادية لحماية البيئة إذ ترى هذه الحركة أن مساعي حماية البيئة تعيق النمو الاقتصادي وأن جهود الحكومة في إطار التنظيم البيئي غير ضرورية.

## التاريخ
في السنوات الماضية، زادت شعبية حركة حماية البيئة ترافقًا مع زيادة الوعي البيئي. بشكل خاص، طورت الشركات والحكومات معاداة حماية البيئة لمواجهة مخاوف الناس. تجلى الوعي العام في مسائل حماية الأرض البرية والبحر في أواخر الستينيات وأوائل السبعينيات من القرن الماضي. ونتيجة ذلك، واجهت الشركات الكبرى شكوك العملاء الذين رأوا أن لها دورًا في المشاكل البيئية. وأدى ذلك إلى وضع تشريعات وعقود مبنية على هذه القضايا البيئية.

### كندا
بدأت المخاوف بشأن آثار النشاط البشري على البيئة في كندا في الستينيات بالتزامن مع المخاوف من التلوث. خلال ستينيات القرن الماضي، وُجه التركيز بشكل أكبر على حماية الطبيعة، رأى الناس أن أهمية البيئة الطبيعية تتعدى أهميتها الترويحية فهي ضرورية لبقاء الإنسان. تحول اهتمام الناس بالبيئة إلى فعل فظهرت جماعات ناشطة كمنظمة السلام الأخضر. وانعكست هذه المخاوف لاحقًا في القرارات التي اتخذتها الحكومة الكندية، وتجلّت في إقرار كندا بروتوكول كيوتو في عام 2002 بقيادة جان كريتيان من الحزب الليبرالي. وصف منتقدو الحركات البيئية منظمة السلام الأخضر بأنها جماعة متطرفة تمارس «التطرف الداخلي».

### الصين
خلال الفترة الماوية في الصين (1949-1976)، كانت الماوية نظرية سياسية شعبية قادت الشيوعية في الصين وآمنت باستخدام الطبيعة واستنزافها لتحقيق النمو الاقتصادي والصناعي. أكدت الماوية على أهمية النمو الصناعي ورأت أن استنزاف البيئة -كاستخراج الموارد-  ضروري لمنفعة الشعب والاقتصاد الصينييَن. مع نمو الاقتصاد الصناعي الصيني، أصبحت الصين من أكبر منتجي انبعاثات الكربون على مستوى العالم، بدأت الصين اتخاذ إجراءات بيئية في عام 1990 وأقرت تنفيذ قانون الطاقة المتجددة في عام 2005. توجهت الحكومة الصينية -التي كانت تؤمن باستنزاف الموارد الطبيعية بغرض التصنيع- إلى تنفيذ سياسات هادفة إلى تقليل آثار انبعاثات الكربون. وفقًا لرؤية الصين، تُستثنى الشركات من سياسات حماية البيئة لأن معظمها يعارض أي إجراء بيئي.

### المكسيك
منذ ثمانينيات القرن الماضي، شهدت المكسيك إزالة واسعة النطاق للغابات بغرض توفير المراعي. في عام 1940كانت الغابات الاستوائية تغطي 50٪ من ولاية تاباسكو، انخفضت مساحة الغابات إلى 10٪ في أواخر 1980 ونتج عن ذلك تعرية التربة في جميع أنحاء البلاد. بحلول عام 1985، صُنفت 17٪ من أراضي المكسيك على أنها مُعراة بالكامل، ونحو 50٪ من الأراضي تحت أثر التعرية المتسارعة، أو أنها تُبدي علامات التعرض الوشيك للتعرية. يواجه ساحل المكسيك مشاكل أخرى، مثل استنزاف البنزين إذ إن اللوائح الخاصة بالبنزين متساهلة. في عام 1992، أدى ذلك إلى تسرب 1000 برميل من البنزين إلى شبكة الصرف الصحي البلدية في غوادالاخارا، أحدثت الغازات والمواد الكيميائية انفجارًا سبّب مقتل نحو 200 شخص. عقب هذا الحادث، في عام 1994، أصدر الرئيس بيل كلينتون أوامر تنفيذية تطالب بإنفاذ اتفاقية أمريكا الشمالية للتعاون البيئي والاتفاقية بين حكومة الولايات المتحدة الأمريكية وحكومة الولايات المكسيكية المتحدة بشأن تأسيس لجنة التعاون البيئي الحدودي كي تتماشى مع السياسة البيئية الأمريكية.
وجدت دراسة أجريت في منتصف الثمانينات من القرن الماضي في اثني عشر منطقة حضرية حول العالم أن لدى قاطني مكسيكو سيتي أعلى مستوى من الكادميوم في الدم. لهذه النسب المرتفعة من الملوثات تأثيرات على النظم البيئية المحيطة، وكذلك على سكان المنطقة. منها العيوب الخلقية وازدياد الإصابات بأمراض الجهاز الهضمي. في الثمانينيات أيضًا، نفذت الحكومة المكسيكية سياسات مختلفة لمكافحة التلوث في مكسيكو سيتي. من هذه السياسات فحص انبعاثات المركبات، وإدخال البنزين الخالي من الرصاص، وتركيب محولات في المركبات بهدف تقليل التلوث الصادر عن الحافلات والشاحنات. وجدت دراسة أخرى في المكسيك أن نحو خمسة ملايين طن من الملوثات تُطلق سنويًا في الجو؛ يفوق هذا الرقم ما كانت عليه الحال في العقد السابق بعشرة أضعاف. وُجد أن المركبات والمنشآت الصناعية هي المسؤول الرئيسي عن تلوث الجو. تصبح المادة البرازية محمولة في الهواء في المكسيك في أشهر الشتاء، ما يسبب إصابة السكان بمجموعة واسعة من أمراض الجهاز التنفسي.

### الولايات المتحدة الأمريكية
خلال رئاسته الولايات المتحدة، خطا بيل كلينتون خطوات نحو حماية البيئة والاستدامة. خلال التسعينيات، وقع كلينتون على أوامر تنفيذية متعددة تلتزم بحماية جوانب بيئية مختلفة بما في ذلك الحيوانات والغابات والأراضي الرطبة. في عام 1993، استضاف كلينتون وجور مؤتمر فورست الذي اعتُبر بداية لتطوير سياسة شاملة طويلة الأمد يمكن من خلالها دعم العمال والشركات والمجتمعات التي تعتمد على بيع الأخشاب. في العام نفسه، أصدر كلينتون أوامر تنفيذية للوكالات الفيدرالية بزيادة استخدام المركبات التي تعمل بالوقود البديل وتقليل استخدام المواد المستنفدة للأوزون. قاد كلينتون حركة عدالة بيئية، بهدف ضمان عدم تأثر أفراد الأقليات والمواطنين ذوي الدخل المنخفض بالتلوث الصناعي بشكل غير مكافئ لشرائح المجتمع الأخرى، وتقليل المخاطر المرتبطة ببناء خطوط الأنابيب.
صرح الرئيس جورج دبليو بوش، خلف الرئيس كلينتون، في حملته الانتخابية أنه «سيضمن امتثال الحكومة الفيدرالية، وهي أكبر ملوث للبيئة في البلاد، لجميع القوانين البيئية» وأن الولايات المتحدة ستتعدى المعايير المحددة. على الرغم من انتخابه رئيسًا، لم تتحقق وعود حملته الانتخابية، بل عاكس مبادرات إدارة كلينتون بشأن مياه الشرب، ودعا إلى التنقيب عن النفط في المناطق المحمية. مضت إدارة بوش قدمًا وسحبت دعمها لبروتوكول كيوتو، وهو اتفاقية عالمية تخص ظاهرة الاحتباس الحراري وضعت في عام 1997.  صرح بوش أنه سيعمل مع حلفاء الولايات المتحدة لخفض انبعاثات الغازات الدفيئة، لكنه لن ينفذ خطة من شأنها إلحاق الضرر بالاقتصاد والعمال الأمريكيين.